# طرح یک واحدی

برنامه طرح یک واحده چهار ایالت کنونی پاکستان را در یک نهاد سیاسی، پاکستان غربی ادغام کرد.

طرح یک واحدی (اردو: ون یونٹ‎، بنگالی: এক ইউনিট ব্যবস্থা) طرحی برای سازماندهی مجدد ایالت‌ها و رفع تنش‌های ایالتی توسط دولت مرکزی پاکستان بود. این فرمان در تاریخ ۲۲ نوامبر ۱۹۵۴ توسط نخست‌وزیر محمد علی بوگرا پیشنهاد و در ۳۰ سپتامبر ۱۹۵۵ توسط نخست‌وزیر وقت، چودهری محمد علی اجرا شد. دولت ادعا کرد اجرای طرح یک واحدی مشکل نابرابری سیاسی و اداری دو منطقه پاکستان در غرب و شرق که بیش از هزار مایل از یکدیگر فاصله دارند را حل می‌کند. برای کاهش اختلافات بین دو منطقه، طرح «یک واحد» چهار ایالت پاکستان غربی (پنجاب غربی، سند، شمال غربی و بلوچستان) را در یک ایالت واحد، موازی با ایالت پاکستان شرقی (بنگلادش کنونی یا بنگال شرقی آن عصر) ادغام کرد.
برنامه یک واحد از بدو پیشنهاد و ابلاغ با مقاومت زیادی روبرو شد و گلایه‌هایی از سوی چهار ایالت ادغام شده مطرح شد. به گفته جولین لوسک، پروژه «یک واحد» عمدتاً توسط نخبگان پنجابی در پاکستان غربی از سال ۱۹۵۳ با هدف جلوگیری از قدرت گرفتن سیاستمداران پاکستان شرقی در پایتخت کشور انجام شد. حزب ملی عوامی (حزبی مستقر در داکا، پاکستان شرقی) با موفقیت از لایحه ای در مجلس ملی حمایت کرد که خواستار انحلال طرح «یک واحد» و ایجاد خودمختاری منطقه ای برای بنگال بود. این امر منجر به تسلط نظامی دولت پاکستان بر پاکستان شرقی شد.  برنامه یک واحد تا سال ۱۹۷۰ به قوت خود باقی ماند. سرانجام رئیس‌جمهور یحیی خان، فرمان چارچوب قانونی ۱۹۷۰ را برای پایان دادن به برنامه «یک واحد» و بازگرداندن چهار ایالت وضع و پاکستان غربی را منحل کرد.

## پس زمینه
به دنبال شکست در اجرای فرمول بوگرا، نخست‌وزیر محمد علی بوگرا شروع به کار بحث‌برانگیز تحت عنوان «یک واحد» کرد. بوگرا در فکر ادغام چهار ایالت غربی پاکستان در یک ایالت واحدی با نام «پاکستان غربی» بود تا جناح غربی (پاکستان غربی) را با جناح شرقی (پاکستان شرقی) برابر کند.
در این مدت، وضعیت سلامتی و بیماری فرماندار وقت پاکستان، مالک غلام محمد رو به وخامت گذاشت و او در سال ۱۹۵۵ مجبور شد برای درمان در بریتانیا به مدت ۲ ماه مرخصی بگیرد.
سپس اسکندر میرزا در ۷ اوت ۱۹۵۵ به عنوان فرماندار کل پاکستان و جانشین موقت مالک غلام محمد منصوب شد. اسکندر میرزا، کمی بعد از این انتصاب به عنوان فرماندار کل پاکستان شروع به رویارویی و درگیری با نخست‌وزیر بوگرا در مورد اختلاف بین دو منطقه کرد. هرچند هر دوی آنها بنگالی و اهل بنگال بودند اما میرزا توانست بوگرا را مجبور به استعفا کند و او را به عنوان سفیر پاکستان در ایالات متحده آمریکا فرستاد. سپس او در ۱۲ اوت ۱۹۵۵ از چودهری محمدعلی، وزیر دارایی پاکستان دعوت کرد تا به عنوان نخست‌وزیر، دولت را به دست گیرد.
میرزا پس از استعفای بوگرا، طرح پیشنهادی بوگرا را پیگیری کرد و آن را به مجلس پاکستان ارائه داد. «طرح یک واحدی» در مجلس با موافقت نمایندگان به تصویب رسید و سپس به نخست وزیر جدید برای اجرا ارجاع داده شد. در نهایت در تاریخ ۳۰ سپتامبر ۱۹۵۵، طرح یک واحد توسط نخست‌وزیر جدید چودهری محمد علی اجرا شد.
اسکندر میرزا پس از اتمام مرخصی ملک غلام محمد او را در ۶ اکتبر ۱۹۵۵ برای همیشه از سمت فرماندار کل پاکستان برکنار کرد که برکناری ملک غلام محمد مورد حمایت قانونگذاران مجلس قرار گرفت (زیرا غلام محمد مستبد تلقی می‌شد).

## تاریخچه
مفهوم و ایده پاکستان اولین بار توسط فیلسوف اقبال لاهوری در سال ۱۹۳۰ شکل گرفت. این کشور در ۱۴ اوت ۱۹۴۷ تأسیس شد که مستقیماً ناشی از جنبش پاکستان به رهبری محمد علی جناح بود. از آن زمان قانون اساسی مکتوب کشور پاکستان به نوعی تلفیقی از قوانین اساسی امپراتوری هند بریتانیا، مانند قانون دولت هند ۱۹۳۵ و قانون استقلال هند ۱۹۴۷ بود و تمام امور دولتی پاکستان با این قوانین تلفیقی اداره می‌شد.
دولت پاکستان در اداره بنگال شرقی که با هند شرقی مرز داشت و چهار ایالتی که با هند غربی، ایران، چین و افغانستان همسایه بودند با مشکلات طولانی مواجه بود.

### طرح اولیه
طرح یک واحد در ابتدا توسط مالک غلام سومین فرماندار وقت پیشنهاد شد و پیش نویس آن توسط ممتاز دولتانه، وزیر ارشد آن موقع تکمیل شد. اولین اطلاعیه رسمی «طرح یک واحد» نیز در ۲۲ نوامبر ۱۹۵۴ ابلاغ شد. بوگرا برای منطقی نشان دادن قانون جدیدش از تبدیل ایالت‌ها به یک واحد ایالت اینگونه شمرد: «نه بنگالی، نه پنجابی، نه سندی، نه پاتان، نه بلوچ، نه بهاوالپوری (پنجابی‌های پادشاهی عباسی بهاوالپور)، هیچ خیرپوری (سندی‌های خیرپور) وجود نخواهد داشت. ناپدید شدن این گروه‌ها یکپارچگی پاکستان را تقویت خواهد شد.» سر انجام در ۱۴ اکتبر ۱۹۵۵، لایحه یک واحد در مجلس ملی پاکستان تصویب گردید و به دولت وقت برای اجرا ارجاع داده شد. نخست‌وزیر چودهری محمد علی در ۳۰ سپتامبر ۱۹۵۵ مصوبه را اجرا و چهار استان غرب پاکستان در یک استان واحد با نام «پاکستان غربی» ادغام کرد.

### دلایل تصویب
دلایلی که اسکندر میرزا برای تصویب طرح یک واحد در شهریور ۱۳۳۴ به مجلس ارائه کرد:
1. به تعصبات ایالتی پایان می‌دهد.
2. توسعه مناطق عقب مانده را امکان‌پذیر و فراهم می‌کند.
3. باعث کاهش هزینه‌های اداری می‌شود.
4. تدوین قانون اساسی جدید آسان‌تر می‌شود.
5. حداکثر خودمختاری را به پاکستان شرقی و غربی می‌دهد.[۴]

پس از انتخابات سراسری ۱۹۵۴، چهار ایالت غربی و مناطق قبیله ای در پاکستان غربی ادغام شدند. ایالت پاکستان غربی از دوازده بخش با مرکزیت لاهور تشکیل شده بود. ایالت بنگال شرقی (شامل سلهت و تپه تراکت) هم به ایالت پاکستان شرقی با مرکزیت داکا تغییر نام داد.
دولت فدرال، پایتخت پاکستان را در اوایل سال ۱۹۵۹ از کراچی به راولپندی منتقل کرد (تا زمان انجام و تکمیل شهرسازی اسلام‌آباد به عنوان پایتخت موقت عمل می‌کرد).
پس از اجرای مصوبه یک واحد، ایالت پاکستان غربی تبدیل به یک واحد سیاسی متحد با تفاوت‌های زبانی و قومی مختلف بود. اما ایالت پاکستان شرقی بافت جمعیتی متفاوت زبانی و قومی نداشت و بنگال نشین بود.

### انحلال مصوبه
با این وجود سیاست یک واحد به عنوان یک اصلاح اداری در نظر گرفته می‌شد که هزینه‌ها را کاهش می‌داد و به حذف تعصبات قومی و محلی نیز کمک می‌کرد. ایالت پاکستان غربی و پاکستان شرقی در ۱ ژوئیه ۱۹۷۰ توسط رئیس‌جمهور ژنرال یحیی خان منحل شدند و احیای ایالت‌های چهارگانه پنجاب، سند، بلوچستان، شمال غربی در غرب پاکستان و  بنگال شرقی در شرق پاکستان در دستور کار دولت قرار گرفت. اما کمی بعد از این واقعه جنگ آزادی‌بخش بنگلادش رخ داد و بنگال شرقی (یا همان پاکستان شرقی) از پاکستان جدا شد.